# قاسم بی‌لی (جلیل‌آباد)
قاسم بی‌لی (به ترکی آذربایجانی: Qasımbəyli)  یک منطقه مسکونی در جمهوری آذربایجان است که در شهرستان جلیل‌آباد واقع شده است. قاسم بی‌لی ۲۴۳ نفر جمعیت دارد.